# Coupe de Biélorussie de football 1995-1996
Navigation
Coupe de Biélorussie 1994-1995 Coupe de Biélorussie 1996-1997
La Coupe de Biélorussie 1995-1996 est la 5e édition de la Coupe de Biélorussie de football depuis la prise d'indépendance du pays en 1991. Elle prend place entre le 4 août 1995 et le 17 mai 1996, date de la finale au stade Dinamo de Minsk.
Un total de 32 équipes prennent part à la compétition, parmi lesquelles l'intégralité des participants à la saison 1995 des deux premières divisions biélorusses auquel s'ajoute une équipe du troisième échelon.
La compétition suivant un calendrier sur deux années, contrairement à celui des championnats biélorusses qui s'inscrit sur une seule année, celle-ci se trouve de fait à cheval entre deux saisons de championnat ; ainsi pour certaines équipes promues ou reléguées durant la saison 1995, la division indiquée peut varier d'un tour à l'autre.
Le MPKC Mazyr remporte sa première coupe nationale à l'issue de la compétition au détriment du Dinamo Minsk. Cette victoire permet au club de se qualifier pour le tour préliminaire de la Coupe des coupes 1996-1997.

## Seizièmes de finale
| Date        | Locaux                        | Score                | Visiteurs                |
| ----------- | ----------------------------- | -------------------- | ------------------------ |
| 4 août 1995 | Kommounalnik Pinsk (D3)       | 0 - 2                | (D1) Dinamo Minsk        |
| 5 août 1995 | Fomalgaout Borisov (D2)       | 0 - 0 ap (6 - 5 tab) | (D1) Nioman Hrodna       |
| 5 août 1995 | Kimovets Vitebsk (D2)         | 0 - 3                | (D1) Dinamo-93 Minsk     |
| 5 août 1995 | Brestbytkhim Brest (D2)       | 2 - 4                | (D1) FK Maladetchna      |
| 5 août 1995 | Transmach Mahiliow (D2)       | 0 - 1                | (D1) Dinamo Brest        |
| 5 août 1995 | Khimik Svietlahorsk (D2)      | 4 - 1                | (D1) Torpedo Minsk       |
| 5 août 1995 | FK Homiel (D2)                | 2 - 1                | (D1) Dvina Vitebsk       |
| 5 août 1995 | Khimik Svietlahorsk (D2)      | 2 - 1                | (D1) Obouvchtchik Lida   |
| 5 août 1995 | Naftan-Devon Novopolotsk (D2) | 1 - 3                | (D1) Ataka-Aura Minsk    |
| 5 août 1995 | Kardan Flaïers Hrodna (D2)    | 4 - 0                | (D1) Chinnik Babrouïsk   |
| 5 août 1995 | KPF Slonim (D2)               | 3 - 0                | (D1) Vedrytch Retchytsa  |
| 5 août 1995 | Torpedo Jodzina (D2)          | 1 - 8                | (D1) MPKC Mazyr          |
| 5 août 1995 | Granit Mikachevitchy (D3)     | 1 - 6                | (D1) Dniepr Mahiliow     |
| 5 août 1995 | Stroïtel Staryïa Darohi (D2)  | 0 - 3                | (D1) Torpedo Mahiliow    |
| 6 août 1995 | Lokomotiv Vitebsk (D2)        | 0 - 1                | (D1) Chakhtior Salihorsk |
| 6 août 1995 | Khimvolokno Hrodna (D2)       | forfait              | (D1) FK Babrouïsk        |

## Huitièmes de finale
| Date               | Locaux                   | Score | Visiteurs                  |
| ------------------ | ------------------------ | ----- | -------------------------- |
| 31 août 1995       | Ataka-Aura Minsk (D1)    | 2 - 0 | (D2) Dinamo-Iouni Minsk    |
| 1er septembre 1995 | Dinamo Minsk (D1)        | 4 - 0 | (D2) Khimik Svietlahorsk   |
| 1er septembre 1995 | MPKC Mazyr (D1)          | 2 - 1 | (D2) Dniepr Mahiliow       |
| 1er septembre 1995 | Dinamo-93 Minsk (D1)     | 7 - 1 | (D2) Khimvolokno Hrodna    |
| 1er septembre 1995 | Dinamo Brest (D1)        | 1 - 4 | (D1) FK Maladetchna        |
| 1er septembre 1995 | Torpedo Mahiliow (D1)    | 0 - 1 | (D2) FK Homiel             |
| 1er septembre 1995 | Chakhtior Salihorsk (D1) | 2 - 1 | (D2) Kardan Flaïers Hrodna |
| 1er septembre 1995 | KPF Slonim (D2)          | 1 - 4 | (D2) Fomalgaout Borisov    |

## Quarts de finale
| Date            | Locaux                   | Score | Visiteurs               |
| --------------- | ------------------------ | ----- | ----------------------- |
| 22 octobre 1995 | FK Maladetchna (D1)      | 0 - 1 | (D1) Dinamo-93 Minsk    |
| 22 octobre 1995 | Chakhtior Salihorsk (D1) | 2 - 3 | (D1) MPKC Mazyr         |
| 3 novembre 1995 | FK Homiel (D2)           | 0 - 4 | (D1) Ataka-Aura Minsk   |
| 28 avril 1996   | Dinamo Minsk (D1)        | 3 - 1 | (D2) Fomalgaout Borisov |

## Demi-finales
| Date       | Locaux               | Score | Visiteurs             |
| ---------- | -------------------- | ----- | --------------------- |
| 9 mai 1996 | MPKC Mazyr (D1)      | 5 - 4 | (D1) Ataka-Aura Minsk |
| 9 mai 1996 | Dinamo-93 Minsk (D1) | 0 - 4 | (D1) Dinamo Minsk     |

## Finale
| Entraîneur :    |
| Ivan Chtchekine |

| Entraîneur :       |
| Anatoli Iourevitch |

| Entraîneur :    |
| Ivan Chtchekine |

| Entraîneur :       |
| Anatoli Iourevitch |